# Attentat de l'aéroport international de Gimpo
L'attentat de l'aéroport international de Gimpo est un attentat à la bombe survenu le 14 septembre 1986 à l'aéroport international de Gimpo, alors principal aéroport desservant Séoul en Corée du Sud, qui a fait 5 morts et entre 30 et 36 blessés, tous des coréens.
Les responsables ont accusé les agents agissant au nom du gouvernement de la Corée du Nord de l'attaque. Il a eu lieu six jours avant le début des Jeux asiatiques de 1986 organisés par Séoul. Le directeur de la police nationale, Kang Min Chang, a déclaré que la Corée du Nord avait commis l'attaque terroriste dans le but de perturber les Jeux asiatiques. Il a également déclaré que l'attaque était similaire à l'attentat de Rangoun de 1983 lors duquel des dizaines de Sud-Coréens avaient perdu la vie.
Ces attentats, dont celui du vol Korean Air 858 de 1987, ont amené le gouvernement sud-coréen à appliquer des mesures de sécurité massives pour les Jeux olympiques d'été de 1988 organisés à Séoul.